# Caetano Furquim de Almeida
Caetano José Furquim de Almeida (Camanducaia, 11 de novembro de 1816 – Caxambu, 21 de março de 1879) foi um advogado, banqueiro e empresário brasileiro.

## Biografia
Irmão gêmeo de José Caetano de Almeida, e do Dr. Francisco de Assis Furquim de Almeida, filhos do capitão-mór Manuel Furquim de Almeida e de Ana Bernardina de Melo.
Muito novo órfão de pai, teve sua educação orientada pelo seu irmão mais velho Batista Caetano de Almeida. Fez os estudos preliminares na cidade de São João del-Rei e foi bacharel, em 1838, pela Faculdade de Direito de São Paulo.
Fundou, no Rio de Janeiro, a Casa Comissária Furquim & Irmãos, depois Furquim & Joppert, uma das mais conhecidas do Brasil no século XIX, exportadora anos seguidos de mais de um milhão de arrobas anuais de sacas de café.
Portador de séria lesão cardíaca, no ano de 1847, em busca de melhoras da saúde empreendeu uma viagem a Alemanha, ocasião em que levando escondidos dos empresários ferroviarios ingleses e americanos, todo o traçado e projetos da linha férrea que pretendia construir no Rio de Janeiro, teve conhecimento do sistema de ferrovia por cremalheira. Contratou então, a sua própria custa, os irmãos engenheiros Waring para projetarem o traçado de uma linha férrea, que vencendo a Serra do Mar pelo sistema de cremalheira, chegasse a região sul fluminense e as províncias de Minas Gerais e São Paulo. Estudos que acabaram por serem o embrião da Companhia Estrada de Ferro D. Pedro II, fundada em maio de 1853, na casa do fazendeiro Francisco José Teixeira Leite, futuro Barão de Vassouras, na cidade de Vassouras, e que foi a origem da Estrada de Ferro Central do Brasil.
O Dr.Caetano Furquim de Almeida, Cristiano Ottoni e o Dr. Luís Peixoto de Lacerda Werneck, dentre outros, foram integrantes e capitalistas da primeira diretoria da Estrada de Ferro Dom Pedro II.
Tendo toda sua vida se dedicado ao comércio e a industria, sempre recusou, por "excessiva modéstia", os altos cargos públicos, como o de Ministro da Fazenda e Inspetor da Alfândega do Rio de Janeiro.
Foi um dos sócios fundadores da Associação Comercial do Rio de Janeiro, e Presidente da Câmara de Vassouras.
Em Caxambu foi proprietário fundador e incrementador do Palace Hotel e do Parque das Águas.
Quando da chegada da estrada de ferro em Vassouras, a estação de Barão de Vassouras foi chamada primeiramente de Caetano Furquim. Em Belo Horizonte existe uma estação chamada Caetano Furquim, nome também da principal rua comercial de Vassouras.
Era proprietário de um rica residência na cidade de Vassouras, que ao morrer em Caxambu, legou a cidade de Vassouras para nele ser instalado um asilo de órfãos pobres, e onde hoje é o colégio particular das freiras da Congregação dos Santos Anjos.
Casou a primeira vez com Ambrosina Teixeira Leite, e a segunda com sua cunhada Maria Paulina Teixeira Leite, ambas filhas dos Barões de Vassouras. Na sua descendencia estão dentre outros o Ministro Antônio Dias Leite, a historiadora Eulália Lahmeyer Lobo, a tradutora Lúcia Furquim Lahmeyer, a regente Maria Augusta Joppert e o artista Ivan Brunhs.

## Obras
- Relatorio do estudo comparativo de dous alinhamentos da estrada de ferro entre as cidades de Cachoeira e Alegrete, na provincia do Rio Grande do Sul, apresentado ao Ministério da Agricultura pelos empresários Caetano F. de Almeida, C.B. Ottoni e Herculano Velloso Ferreira Pena - Rio de Janeiro - 1874.
- Memoria justificativa dos planos apresentados ao governo imperial para a construcção da Estrada de Ferro de Porto Alegre a Uruguayana pelos concessionarios (os mesmos acima) (Com uma carta e diversos mapas) - Rio de Janeiro - 1874.
- Conflicto entre as estradas de Ferro Leopoldina e Rio Doce de um lado e a União do outro - Rio de Janeiro - 1878.